# Pouya Saraei
Pouya Saraei (Teherán, 1983) es un compositor iraní e intérprete de santur. Comenzó a aprender música desde los 7 con Faramarz Payvar, Hossein Alizâdeh y Pashang Kamkar.
Algunos de sus álbumes son "Gahi segahi" con la voz de Mohammad Motamedi e "In sare sodaei" que es instrumental.
Tocó el santur en la primera pista del álbum Modes, compuesto por Karen Keyhani que fue publicado por Navona Records.
Saraei también tocó el santour en el álbum "Morgenstund" de Schiller (banda), músico alemán.
Recibió un premio por una pieza orquestal en los premios de música akademia del 2023.